# Pometo
Pometo è un centro abitato del comune di Colli Verdi (PV), del quale è sede municipale.

## Storia
Pometo è un centro abitato di antica origine, frazione del comune di Ruino.
Nel 1936, in seguito alla soppressione dei comuni di Ruino e Canevino, venne creato un nuovo comune, per la cui sede municipale venne prescelta Pometo, che così diede il nome al nuovo ente.
Nel 1937 vi fu un ampliamento territoriale con l'unione delle zone di Moncasacco, Mostarine e Casanova, staccate da Nibbiano, in provincia di Piacenza. L'anno successivo un altro ampliamento territoriale diede al comune le zone di Borgo di Canavera, Ca' del Matto, Castello e Colombara del Tana, staccate dal comune soppresso di Montù Berchielli.
Il comune di Pometo fu soppresso nel 1947, e al suo posto furono ricostituiti i comuni preesistenti di Canevino e Ruino. Pometo rimase tuttavia capoluogo del comune di Ruino, il quale divenne pertanto un comune sparso.
La Chiesa parrocchiale di Sant'Antonio Abate e di Nostra Signora di Fatima, venne eretta nel 1949 e sorse dopo lo smembramento da Ruino, dipende dalla Diocesi di Piacenza-Bobbio.
A partire dal 2019, con la fusione dei comuni di Ruino, Canevino e Valverde, Pometo ha mantenuto il suo ruolo di capoluogo anche nel nuovo comune di Colli Verdi.